# Viola riviniana
Viola riviniana é uma espécie de planta com flor pertencente à família Violaceae. 
A autoridade científica da espécie é Rchb., tendo sido publicada em Iconographia Botanica seu Plantae Criticae 1: 81–82, pl. 95. 1823.

## Portugal
Trata-se de uma espécie presente no território português, nomeadamente em Portugal Continental e no Arquipélago da Madeira.
Em termos de naturalidade é nativa das duas regiões atrás indicadas.

## Protecção
Não se encontra protegida por legislação portuguesa ou da Comunidade Europeia.